# Италијански бојни брод Леонардо да Винчи
Леонардо да Винчи (Leonardo da Vinci) је био италијански бојни брод класе Конте ди Кавур класификован као дреднот. Поринут је у бродоградилишту у Ђенови 1911. године.
Дана 2. августа 1916. године брод су потопили аустријски диверзанти у луци Таранто. Експлозија је убила 249 чланова посаде. Након Првог светског рата брод је извађен и изрезан.